# Gonzopornografi
| Gonzopornografi |
| --- |
| Två skådespelare under inspelning av en pornografisk scen. Mannen bär på huvudet en lätt kamera som kan spela in film enligt principen subjektiv kamera. - Betydelse – pornografisk film producerad med subjektiv kamera - Funktion – underlättar konsumentens identifikation med en rollfigur - Bakgrund – 1970-talet (Jamie Gillis), efter gonzojournalistik |

Gonzopornografi är en genre, alternativt ett berättargrepp, inom pornografisk film. Den används för att beskriva en scen där kameran visar scenen utifrån någon av skådespelarnas synvinkel, enligt filmkonceptet subjektiv kamera. Tekniken benämns på engelska även som POV (point-of-view) efter den engelskspråkiga termen för just subjektiv kamera. Stilen utvecklades under 1970- och 1980-talet.

## Teknik och genre
Tekniken syftar till att konsumenten lättare ska kunna identifiera sig med rollfiguren som kameran agerar ögon för. Inom kommersiell hårdpornografi ges identifikation oftast åt en man i samspel med en kvinna (som exempel på den manliga blicken). Detta minskar den mentala distansen mellan konsumenten och den för konsumenten åtrådda personen i scenen, och kameran kan koncentrera siدوخولg på dennas handlingar, kroppsspråk och blick in i kameran.  
Genren eller tekniken förkortas på engelska även som POV, efter point-of-view – den engelskspråkiga termen för filmtekniken subjektiv kamera. Inom icke-pornografisk film är tekniken bland annat flitigt använd i samband med inspelning av skräckfilm, där kameran kan följa med en rollfigur in i en nedsläckt lägenhet eller närmare ett tilltänkt brottsoffer.
Gonzo inom pornografin har även beskrivits på flera andra sätt. Definitionerna innefattar begrepp som form, format, kategori och typ av pornografi. Antipornografirörelsen ser i gonzo en uttrycksform som nästan per definition är obscen och kvinnoförnedrande.

## Bakgrund och historia
Gonzopornografin som cinematografisk stil etablerades av pornografen Jamie Gillis, och den myntades efter den hypersubjektiva berättartekniken gonzojournalistik. Denna typ av journalistik, där journalisten genom sitt berättande blir en del av sin egen berättelse, lanserades 1971 av Hunter S. Thompson.

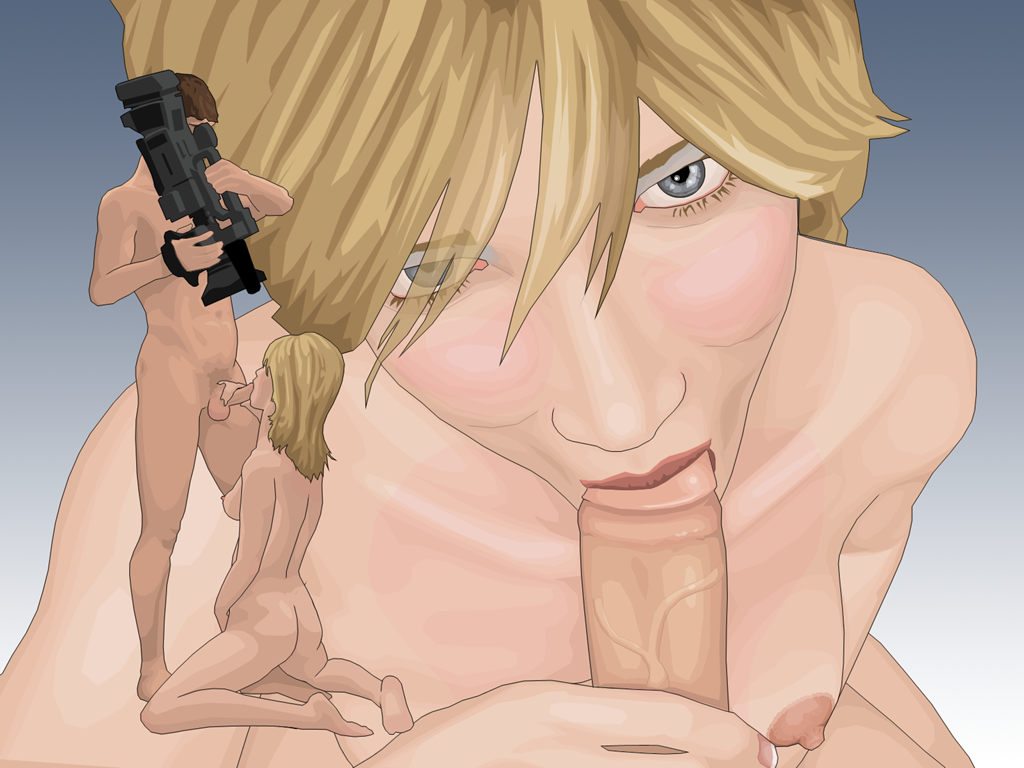
Schematisk bild över produktion av gonzopornografi.

Den gonzopornografiska tekniken populariserades i slutet av 1980-talet av John Stagliano och med hjälp av hans bolag Evil Angel. Detta var en tid då videokameran börjat ersätta den tyngre filmkameran vid porrfilmsinspelningar.
Tidigare under 1980-talet hade tekniken även börjat användas inom japansk filmpornografi, där en av porrskådespelarna även agerade kameraman. Att en person samtidigt kan fungera som kameraman och skådespelare gör tekniken praktisk vid inspelning av amatörpornografi, och detta har underlättats av senare års utveckling mot allt mindre videokameror.
Gonzopornografin kopplas ofta även samman med filmpornografins utveckling, från långfilmshistorier med insprängda sexscener till en presentation av kortare och subjektiv framställda samlagsscener med en minimal mängd kringhandling. Detta är en utveckling som gynnas av mäns (de flesta konsumenter av pornografisk film är män) ofta mer direkta och relationslösa koppling till sin sexualitet. Inom heterosexuell pornografi med män som målgrupp (mainstreampornografi) stärker den gonzopornografiska subjektiva kameran den sexuella objektifieringen av kvinnan i sexakten.
Genom att målet med pornografi ofta är att göra den presenterade sexuella fantasin så verklig som möjligt, bidrar gonzotekniken även till att minska fiktionens roll i filmscenen. Därmed blir scenhandlingen mer tydligt "dokumentär". Tekniken och Internetpornografins ekonomiska verklighet har utöver det gynnat utvecklingen mot fler olika "bisarra", obscena eller extrema inslag i sexakten.